# اس/۲۰۰۳ جی ۲۳
اس/۲۰۰۳ جی ۲۳(به انگلیسی: S/2003 J 23) یک ماه طبیعی مشتری‌ است که توسط تیمی از دانشگاه هاوایی‌ به رهبری اسکات اس.شپرد و در سال ۲۰۰۴ کشف شد البته تصاویر آن در سال ۲۰۰۳ گرفته شده‌بود.
اس/۲۰۰۳ جی ۲۳ حدود ۲ کیلومتر قطر دارد فاصله متوسط آن از مشتری ۲۲٬۷۴۰ مگامتر است که در ۷۰۰.۵۳۸ روز یک بار به دور مشتری می‌چرخد. البته حرکت ان رجوعی است و خروج از مرکز مدار آن ۰.۳۹۳۱ است.
این ماه به گروه پاسیفه تعلق دارد.